# 新爵士
新爵士（英語：Nu Jazz，也拼作Nü jazz；另称为Jazztronica，直译：爵士电子乐或Future jazz，直译：未来爵士乐）是屬於爵士音乐和电子音乐旁支的音樂流派，它在原有的基础上加上放克、灵魂乐、电子舞曲和自由即兴演奏等元素。
新爵士通常比它的近親酸爵士更進一步地踏入電子音樂領域。 新爵士本身具有高度實驗性，聲音與概念的變化範圍極廣。 相較於酸爵士仍保留較多藍調元素，新爵士在風格上則更偏離藍調根源，轉而探索電子聲響與飄渺感性的爵士氛圍。 《Sunday People》寫道：「新爵士的主角是音樂本身，而非演奏者個體的技術表現。」
此流派傑出的藝人或團體包含了Nir Felder、daoud、Jonah Yano、Glass Beams、EABS等等。

## 歷史
新爵士的起源可追溯至1970年代電子樂器的使用，當時包括邁爾士·戴維斯、賀比·漢考克、歐涅·柯曼等音樂人都有所貢獻。賀比·漢考克在1980年代初期的作品，特別是與比爾·拉斯維爾合作的專輯《[Future Shock》，透過融入電音與嘻哈節奏，在定義該音樂風格上扮演關鍵角色。
至1980年代末期，許多嘻哈音樂人開始探索爵士饒舌（jazz-rap），如Gang Starr、The Roots、探索一族、Nas等團體。同一時期，也有不少浩室音樂人受到爵士樂（尤其是後咆勃與爵士放克）的影響。
到了1990年代中期至2000年代初，downtempo類型的音樂人如Jazztronik、St Germain、Trüby Trio、DJ Takemura、Perry Hemus 及 Jazzanova開始更深入地挖掘爵士元素。同一時期，許多「智能舞曲」（intelligent dance music）製作人，如 Squarepusher、Spring Heel Jack，以及稍晚的 London Elektricity 和 Landslide，也對 Nu jazz 展現興趣。
科技舞曲音樂人如Carl Craig及其 Innerzone Orchestra 計畫亦涉足此領域。來自 hardcore 與 breakcore 場景的創作者，如 Alec Empire、Nic Endo、Venetian Snares，則實驗出更為激烈與噪音化的 Nu jazz 風格。十年之後，一些 dubstep 製作人，例如 Boxcutter，也開始嘗試電子爵士的可能性。
在保持傳統爵士架構的同時，鋼琴家Bugge Wesseltoft與小號手Nils Petter Molvær以即興風格演繹出 Nu jazz 的特色。而The Cinematic Orchestra 則被認為是在傳統爵士元素與電子製作間取得平衡的代表。St Germain 作為 Nu jazz 的重要人物，其專輯《Tourist》銷量高達150萬張。